# Wettbewerbsstrategie

Wettbewerbsstrategien nach Michael E. Porter

Die Wettbewerbsstrategie ist eine Strategie innerhalb des strategischen Managements von Unternehmen, im Wettbewerb durch Marktbearbeitung langfristige Wettbewerbsvorteile gegenüber Konkurrenten zu erzielen.

## Allgemeines
Bei gegebener Wettbewerbsintensität muss ein Unternehmen Strategien entwickeln, wie es sich gegenüber Konkurrenten verhalten wird. Aufgrund einer vorangegangenen Branchen- und Marktanalyse wird hierzu eine Wettbewerbsstrategie entwickelt. Dabei müssen sich Wettbewerbsstrategien an den Unternehmenszielen orientieren; sie bilden das Organisationsmittel zur Zielerreichung. Das strategische Management ist die Zusammenfassung von Produktstrategie, Preisstrategie, Kommunikationsstrategie und Vertriebsstrategie.

## Modelle
Obwohl der Begriff der Wettbewerbsstrategie bereits in den 1940er Jahren verwendet wurde, gelangte er erst mit den Untersuchungen von Michael Eugene Porter 1980 in den Fokus der Wirtschaftswissenschaft.
Porter erwähnte drei Wettbewerbsstrategien, die er auch als generische Strategien bezeichnete:
- Differenzierung kann durch Produktdifferenzierung, Produktvariation, Technologie, Vertriebsnetz oder Werbung vorgenommen werden. Dadurch unterscheidet sich ein Anbieter von anderen.
- Kostenführerschaft: Kostensenkungen von Kostenarten und ganzen Kostenstrukturen werden durch Kostenmanagement erreicht.
- Konzentration auf Schwerpunkte: Marktsegmentierung, Nischenstrategie.

Die Differenzierung kann einen Anbieter zum Kostenführer, Marktführer, Qualitätsführer oder Technologieführer aufsteigen lassen.
Diesen klassischen Wettbewerbsstrategien steht heute das Konzept der Kernkompetenzen (englisch core competencies) zur Seite, also der einem Unternehmen eigenen Kombination aus Ressourcen und Fähigkeiten, die das Unternehmen in die Lage versetzen, eine Wettbewerbsstrategie auch zu realisieren. Vertreter dieser Idee sind vor allem Robert M. Grant, John Anderson Kay, Gary Hamel, Sumantra Ghoshal und C. K. Prahalad.
Darüber hinaus werden die Spielregeln innerhalb einer Branche durch die Verhandlungsmacht der Lieferanten und Kunden, Risiken des Marktzutritts neuer Konkurrenten, Bedrohungen durch Substitutionsgüter und den Rivalitätsgrad unter bestehenden Konkurrenten bestimmt.

## Wirtschaftliche Aspekte
Ziel aller Wettbewerbsstrategien ist der Entwicklung und die Sicherung von Wettbewerbsvorteilen einer strategischen Geschäftseinheit oder eines  Gesamtunternehmens im Rahmen einer Marktstrategie. Von einer Wettbewerbsstrategie kann erst die Rede sein, wenn die Kosten, die zur nachhaltigen Verbesserung der Wettbewerbsposition aufgewendet werden, von der Konkurrenz gescheut werden. Entscheidend ist der Charakter als versunkene Kosten, der die Konkurrenz vom Nachziehen abhält. „Für ein Unternehmen innerhalb der Branche liegt der Zweck einer Wettbewerbsstrategie darin, eine Position zu finden, in der es sich am besten gegen diese Wettbewerbskräfte schützen oder sie zu seinen Gunsten beeinflussen kann“.